# Веселе (Шахівська сільська громада)
Весе́ле — село Шахівської сільської громаді Покровського району Донецької області, в Україні.

## Історія
Село було засноване за царювання Катерини II (70-80-ті роки XVIII сторіччя) вільні землі роздавалися дворянам, офіцерам, чиновникам і панам, але з умовою обов'язкового переселення селян з внутрішніх губерній Московської імперії. Земля була віддана у володіння порутчика Олександра Євграфовича Врем'єва..
У 1781 році в селі налічувалося 23 двори, у яких проживало 58 чоловіків і 49 жінок.
В середині ХІХ сторіччя господинею села була баронеса Гриневич, вона щоб підтримати місцевих селян подарувала їм 100 дес. землі і дала 25 тисяч карбованців на будівництво та утримання школи.
В кінці ХІХ сторіччя господарем села стає пан Брунст.
Місцевий пан Брунст Віктор добре ставився до місцевих селян, він здавав в оренду землю селянам за 8 -10 крб, біднякам він давав продукти. Його дружина Катерина Василівна організувала в селі недільну школу. У 1902 році Брунст відкрив в селі завод сільськогосподарських інструментів, де мали роботу 400 осіб.
У 1905 році господар села Брунст Віктор Емільяновіч підтримав революцію 1905—1907 років. Через підтримку революції сім'я пана потрапила під нагляд поліції, а в 1907 році він був змушений продати свою землю і виїхати до Харкова.

### Російсько-українська війна
Із 4 по 16 серпня 2025 року, в результаті спільних дій частин і підрозділів Національної гвардії України та Збройних Сил України, які входять до складу 1-го корпусу НГУ «Азов», у Донецькій області зачищено населені пункти: Грузьке, Рубіжне, Нововодяне, Петрівка, Веселе, Золотий Колодязь.

## Відомі люди
- Брунст Віктор Емільович
- Підкуйло Миколай Андрійович— Герой Соціалістичної Праці.
- Соломченко Микола Іванович (18.02.1924-…2012 рр.) — доцент кафедри шпитальної терапії Донецького національного медицинського університету. Автор книги Лекарственніе растения Донбасса.

## Жертви сталінських репресій
- Решетняк Павло Корнійович, 1883 року народження, Канівського району Полтавської області, українець, освіта початкова, безпартійний. Робітник заводу ім. Орджонікідзе. Проживав: с. Веселе Краматорського району Донецької області. Заарештований 12 грудня 1937 року. Трійкою УНКВС по Донецькій області 13 грудня 1937 року засуджений до розстрілу. Даних про виконання вироку немає. Реабілітований у 1989 році.
- Щербина Іван Степанович, 1901 року народження, с. Веселе Краматорського району Донецької області, українець, освіта початкова, безпартійний. Хлібороб. Проживав: х. Швейцарія Краматорського району Донецької області. Заарештований 29 березня 1932 року. Особливою нарадою при колегії ДПУ УРСР 2 листопада 1932 року засуджений на 3 роки ВТТ. Реабілітований у 1989 році.
- Іваненко Федір Сазонович, 1886 року народження, х. Новопілля Ізюмського району Харківської області, українець, освіта початкова, безпартійний. Проживав: сел. Веселе Краматорського району Донецької області, буд. № 35. Візник кінного двору НКМЗ ім. Сталіна. Заарештований 4 грудня 1937 року. Засуджений трійкою УНКВС по Донецькій області на 10 років ВТТ. Реабілітований у 1960 році.